# Mammillaria surculosa
Mammillaria surculosa là một loài thực vật có hoa trong họ Cactaceae. Loài này được Boed. mô tả khoa học đầu tiên năm 1931.

## Hình ảnh

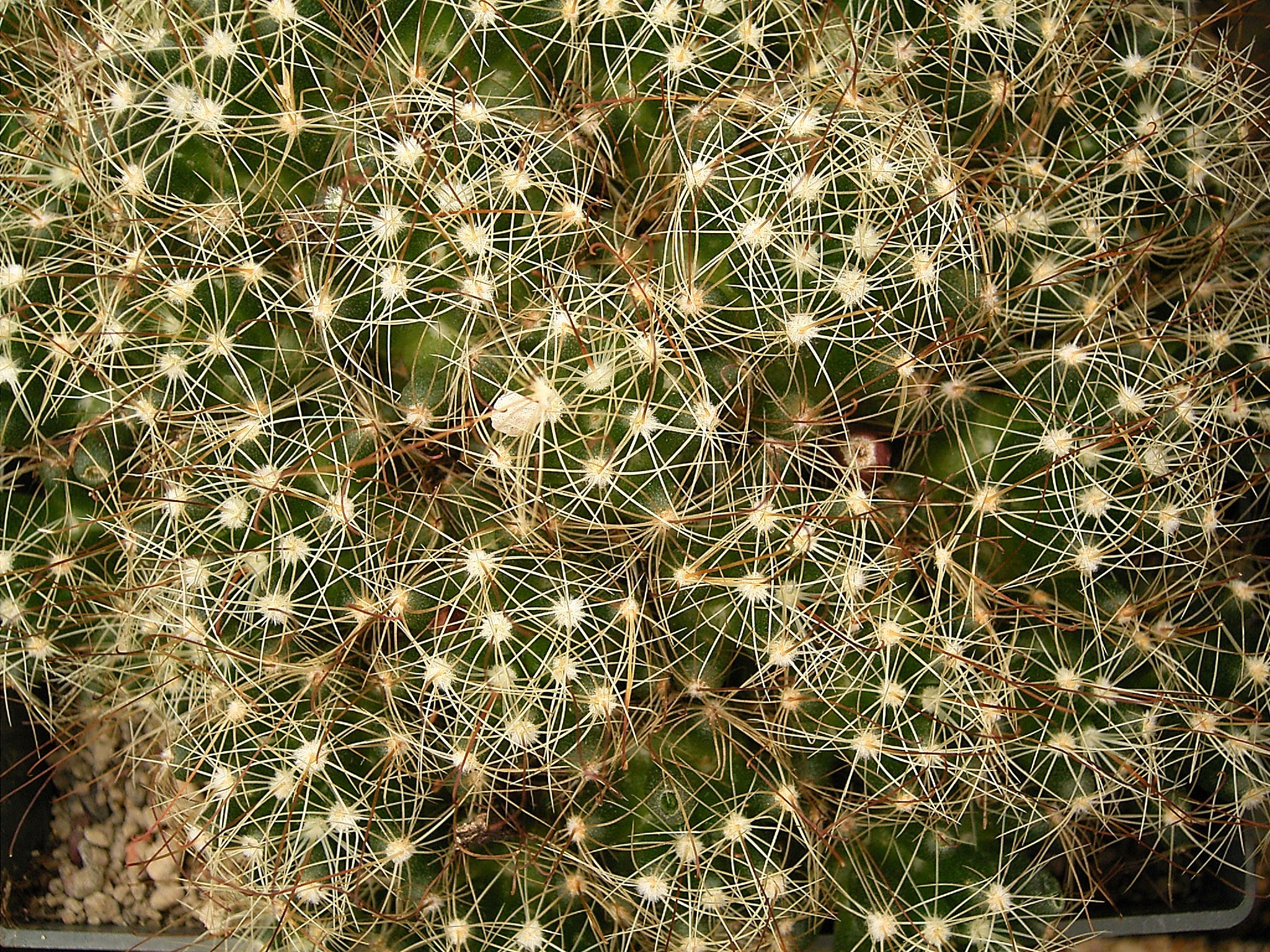
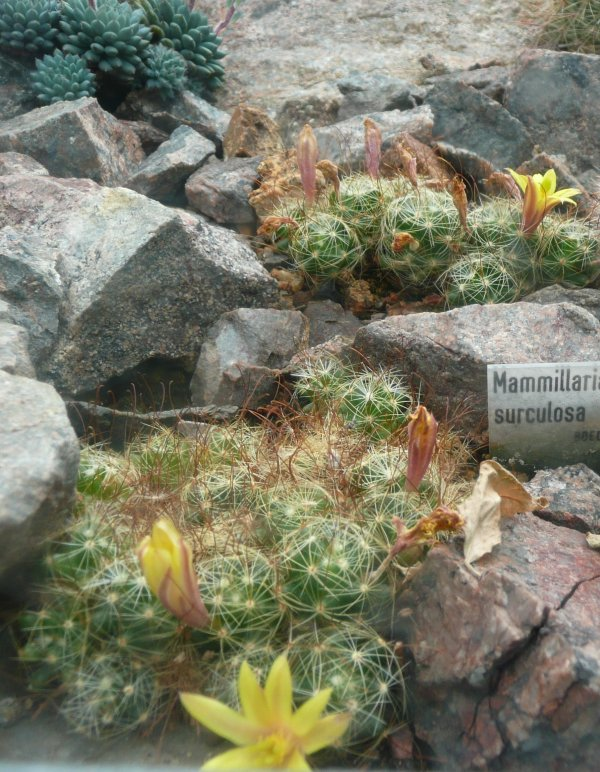
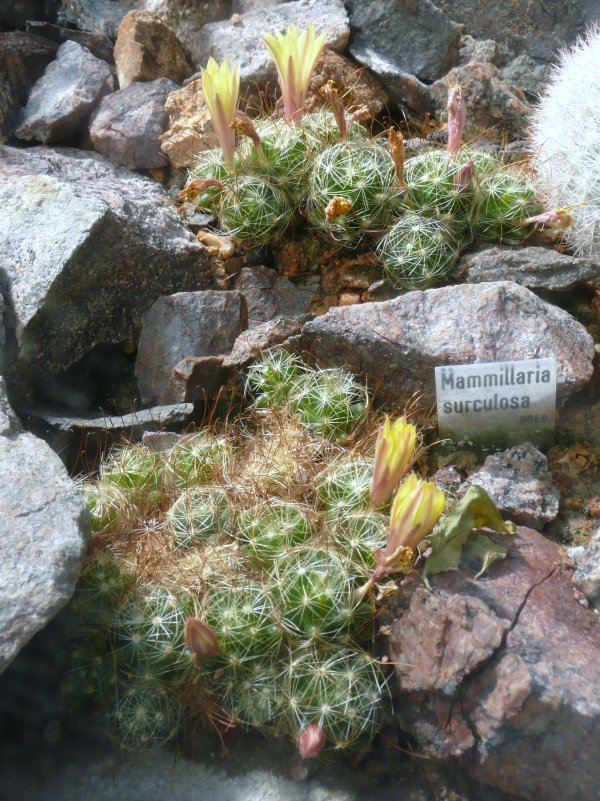